# Iodotropheus sprengerae
Iodotropheus sprengerae är en fiskart som beskrevs av Oliver och Paul V. Loiselle 1972. Iodotropheus sprengerae ingår i släktet Iodotropheus och familjen Cichlidae. IUCN kategoriserar arten globalt som sårbar. Inga underarter finns listade i Catalogue of Life.